# Ligne Sekishō
La ligne Sekishō (石勝線, Sekishō-sen) est une ligne ferroviaire de la compagnie JR Hokkaido située sur l'île de Hokkaidō au Japon. Elle relie la gare de Minami-Chitose à Chitose à la gare de Shintoku à Shintoku.

## Histoire
En 1892, la Hokkaido Colliery and Railway Company ouvre la ligne Yūbari d'Oiwake à Yūbari pour transporter le charbon vers le port de Muroran via la ligne principale Muroran. En 1906, la compagnie est nationalisée et les voies de la ligne sont doublées entre 1912 et 1919. Cependant, la ligne redevient à voie unique en 1932.
Les sections Minami-Chitose - Oiwake et Shin-Yūbari - Kami-Ochiai (sur la ligne principale Nemuro) ouvrent en 1981. La section entre Oiwake et Shin-Yūbari de la ligne Yūbari devient alors la partie central de l'actuelle ligne Sekishō et la section entre Shin-Yūbari et Yūbari devient la branche Yūbari de la ligne Sekishō. Cette branche ferme le 1er avril 2019.

## Caractéristiques

### Ligne
- longueur : 132,4 km
- écartement des voies : 1 067 mm
- nombre de voies : 1
- électrification : non
- vitesse maximale : 120 km/h

### Services et interconnexions
La ligne est empruntée par des trains de type Local uniquement entre Minami-Chitose et Shin-Yūbari. A Minami-Chitose, tous les trains continuent jusqu'à la gare de Chitose via la ligne Chitose.
La ligne est empruntée par les trains de type Limited Express Ōzora et Tokachi. Ces deux services proviennent de la ligne Chitose à Minami-Chitose et continuent sur la ligne principale Nemuro à Shintoku.
Des trains de fret circulent également sur toute la ligne.

### Liste des gares
A l'exception de la gare de Minami-Chitose, les gares sont identifiées par la lettre K.
| Numéro | Gare           | Nom japonais | Distance (km) depuis Minami-Chitose | Correspondances                        | Localisation | Localisation                |
| ------ | -------------- | ------------ | ----------------------------------- | -------------------------------------- | ------------ | --------------------------- |
| H14    | Minami-Chitose | 南千歳       | 0                                   | JR Hokkaido : Chitose (interconnexion) | Chitose      | Sous-préfecture d'Ishikari  |
| K15    | Oiwake         | 追分         | 17,6                                | JR Hokkaido : Muroran                  | Abira        | Sous-préfecture d'Iburi     |
| K17    | Kawabata       | 川端         | 27,0                                |                                        | Yuni         | Sous-préfecture de Sorachi  |
| K18    | Takinoue       | 滝ノ上       | 35,8                                |                                        | Yūbari       | Sous-préfecture de Sorachi  |
| K20    | Shin-Yūbari    | 新夕張       | 43,0                                |                                        | Yūbari       | Sous-préfecture de Sorachi  |
| K21    | Shimukappu     | 占冠         | 77,3                                |                                        | Shimukappu   | Sous-préfecture de Kamikawa |
| K22    | Tomamu         | トマム       | 98,6                                |                                        | Shimukappu   | Sous-préfecture de Kamikawa |
| K23    | Shintoku       | 新得         | 132,4                               | JR Hokkaido : Nemuro (interconnexion)  | Shintoku     | Sous-préfecture de Tokachi  |

### Section fermée
Une branche partant de Shin-Yūbari permettait de rejoindre la gare de Yūbari. Cette section est fermée depuis le 1er avril 2019.
| Numéro | Gare               | Nom japonais | Distance (km) depuis Shin-Yūbari | Correspondances                          | Localisation | Localisation               |
| ------ | ------------------ | ------------ | -------------------------------- | ---------------------------------------- | ------------ | -------------------------- |
| K20    | Shin-Yūbari        | 新夕張       | 0                                | JR Hokkaido : Sekishō (ligne principale) | Yūbari       | Sous-préfecture de Sorachi |
| Y21    | Numanosawa         | 沼ノ沢       | 2,7                              |                                          | Yūbari       | Sous-préfecture de Sorachi |
| Y22    | Minami-Shimizusawa | 南清水沢     | 6,7                              |                                          | Yūbari       | Sous-préfecture de Sorachi |
| Y23    | Shimizusawa        | 清水沢       | 8,2                              |                                          | Yūbari       | Sous-préfecture de Sorachi |
| Y24    | Shikanotani        | 鹿ノ谷       | 14,8                             |                                          | Yūbari       | Sous-préfecture de Sorachi |
| Y25    | Yūbari             | 夕張         | 16,1                             |                                          | Yūbari       | Sous-préfecture de Sorachi |

## Matériel roulant

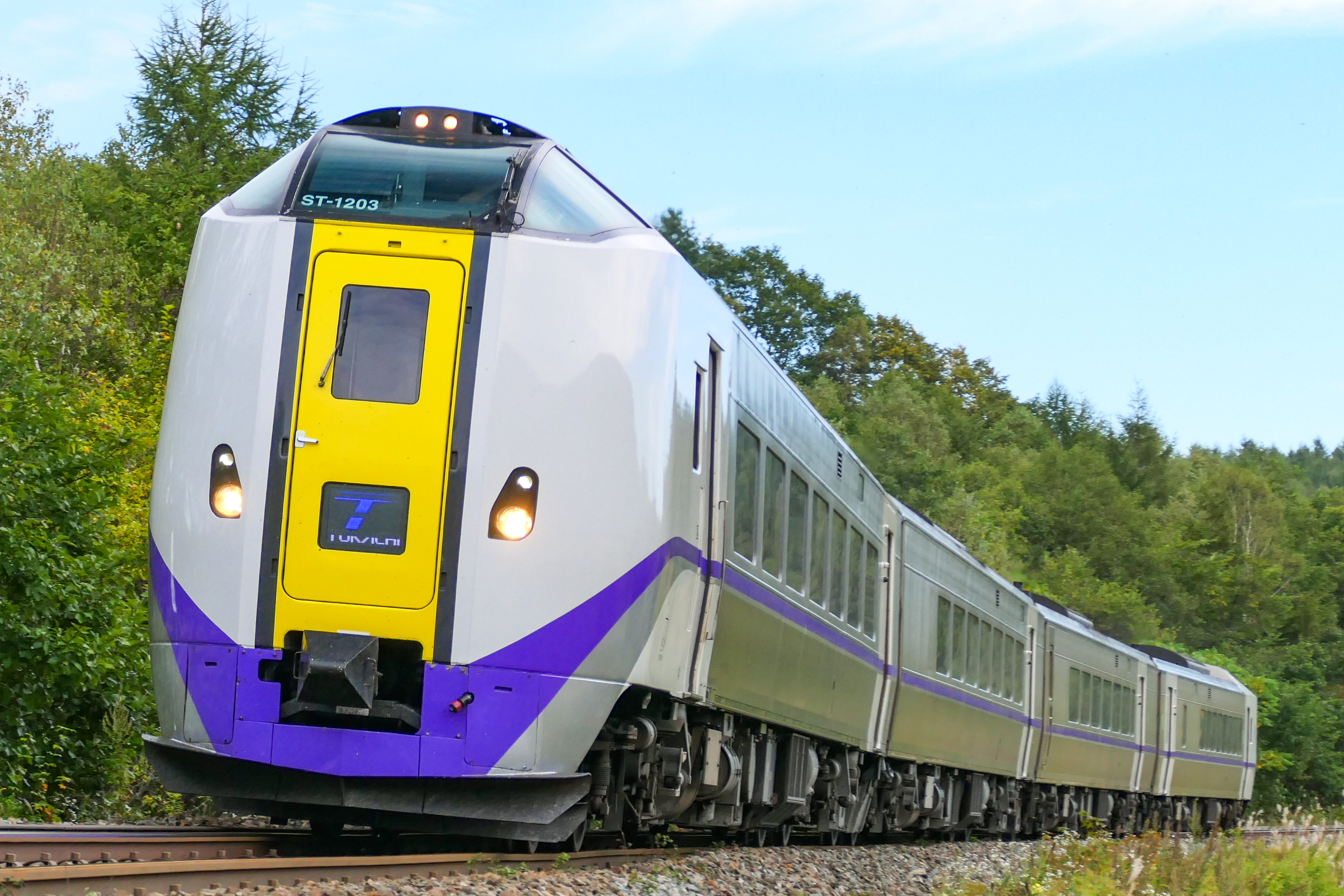
Série KiHa 261 (services Tokachi et Ōzora)
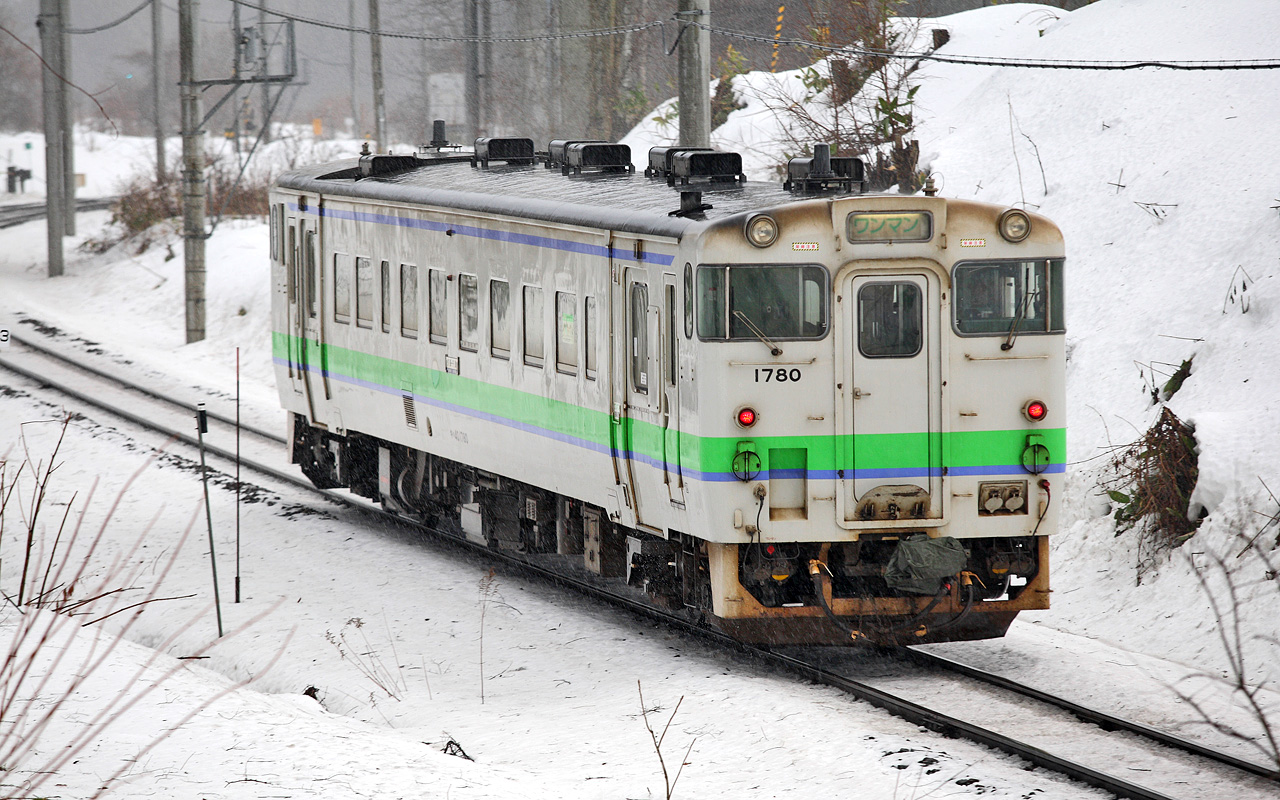
Série KiHa 40